# 埃尔斯特河畔诺伊米勒
埃尔斯特河畔诺伊米勒（德語：Neumühle/Elster），简称诺伊米勒（德語：Neumühle，發音：[ˈnɔʏmyːlə]），是德国图林根州格赖茨县曾经的一个市镇，面积8.43平方千米，2017年12月31日人口为420人。2019年12月31日，埃尔斯特河畔诺伊米勒并入市镇格赖茨。